# Smolnica (okres Złotów)
Smolnica (kašubsky: Smòlnicô) je vesnice v Polsku, Velkopolské vojvodství, okres Złotów, gmina Lipka.
V letech 1975–1998 patřila pod administrativu Pilského vojvodství.
Do roku 2011 byla částí vsi Debrzno-Wieś.
V roce 2011 žilo ve vesnici 120 osob.